# Maorové
Maorové (či také Maoři) jsou původní polynéské obyvatelstvo Nového Zélandu (Aotearoa). Tato skupina připlula na Nový Zéland z východní Polynésie, avšak o konkrétním místě jejich původu se vedou debaty, v úvahu připadá mj. Tahiti nebo Havaj. I když první Polynésané dorazili na Nový Zéland patrně již kolem roku 1280, hlavní masové migrační vlny nastaly mezi lety 1320–1350, což potvrzují archeologické doklady i ústní tradice. Maorové se rychle rozšířili po celém Novém Zélandu a rozvinuli svou specifickou kulturu.
Evropané, kteří od 18. století přicházeli na Nový Zéland ve stále hojnějším počtu, s sebou přinesli zbraně a nemoci, které zdecimovaly maorskou společnost. Po roce 1840 přišli Maorové o mnoho svého území, čímž nastal jejich kulturní a demografický úpadek, avšak od konce 19. století se jejich populace opět začala rozvíjet. Kulturní obrození pak započalo v 60. letech 20. století.
Na počátku 21. století žilo na světě přibližně 725 000 Maorů, z nichž nejvíce (632 900) žilo na Novém Zélandu. Jejich jazykem je maorština.
Známými portréty Maorů jsou díla českého malíře Bohumíra Lindauera.

## Dějiny

### Polynéský původ Maorů

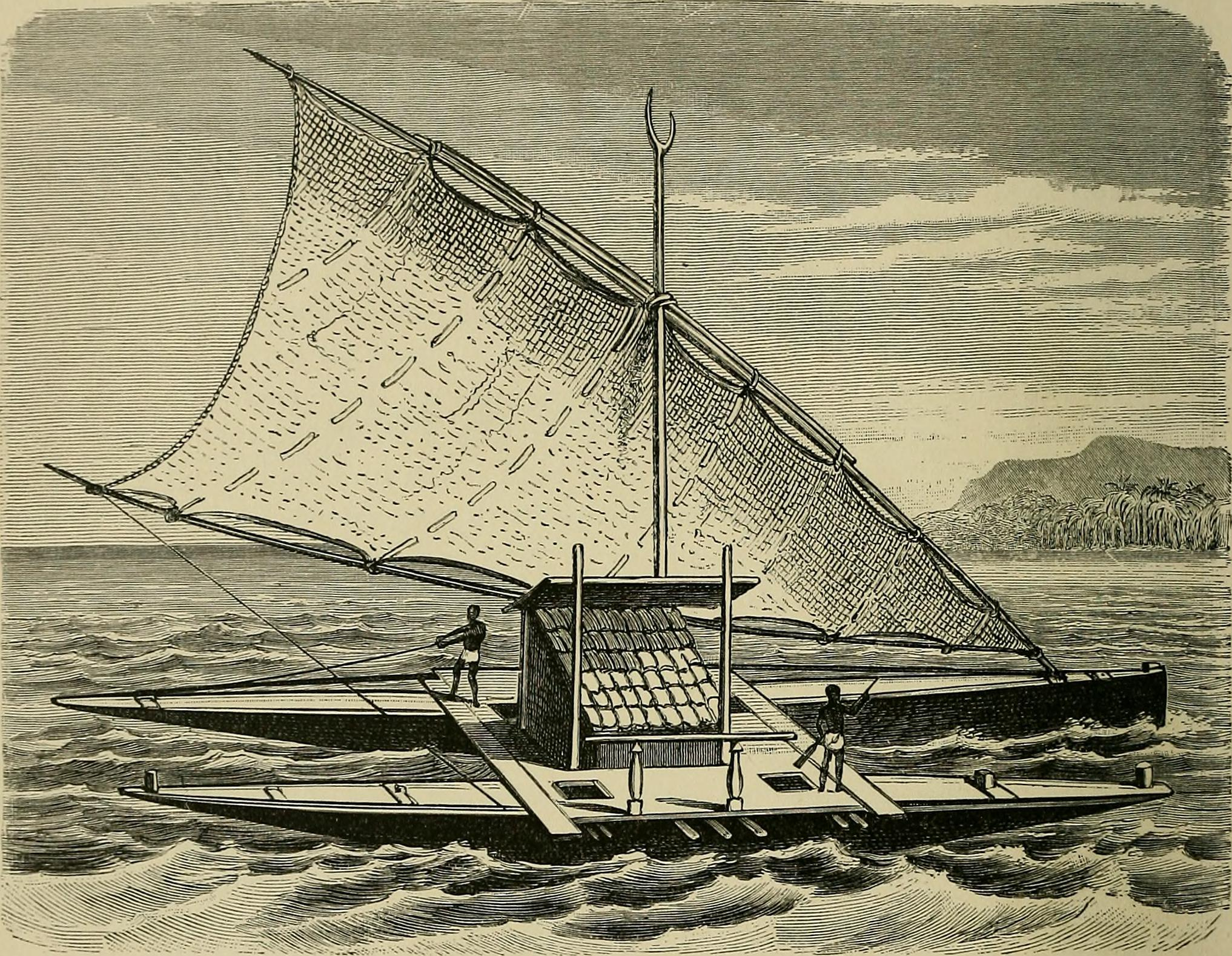
Dvoutrupá kanoe z Fidži; na podobné kanoi připluli i první Polynésané na Nový Zéland

K prvním kontaktům Polynésanů s Novým Zélandem patrně došlo kolem roku 1280, jak lze usuzovat na základě datace kostí krys ostrovních a nalezených pozůstatků krysami ohlodaných semen a ulit suchozemských plžů. Na Novém Zélandu se totiž před lidským osídlením nenacházeli žádní suchozemští nelétající savci jako hlodavci nebo šelmy, a rozšíření krys je dáváno právě do souvislosti s příchodem prvních lidí. Krysy si Polynésané s sebou přinesli za účelem konzumace; jednalo se o běžnou součást jejich jídelníčku. Archeologické výzkumy nicméně poukazují na to, že k hromadnému osídlení Nového Zélandu došlo až v masivních migračních vlnách mezi lety 1320–1350. To se shoduje s maorskou orální tradicí, podle které první Polynésané připluli na Nový Zéland kolem roku 1350. Stejně jako další tichomořské národy, ani Polynésané neznali písmo, a jejich historie byla předávána ústně přes zvláště vybrané vycvičené příslušníky kmene zvané tohunga. Maorské genealogické orální tradice opakovaně prokázaly přesnost srovnatelnou s psanými záznamy.

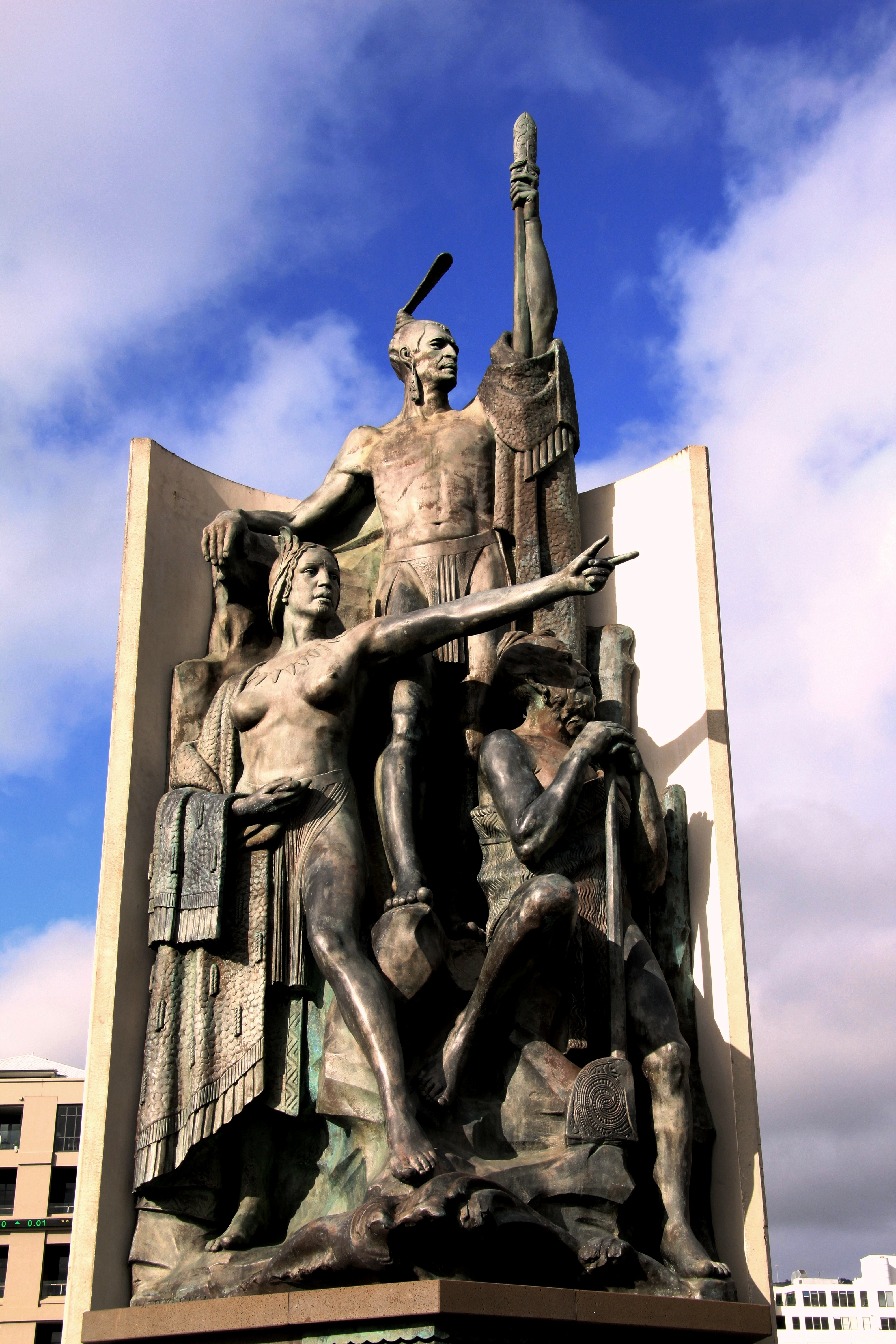
Sousoší Kupeho (uprostřed), jeho ženy (vlevo) a tohungy ve Wellingtonu

První lidé dorazili na Nový Zéland na velkých kanoích (waka). Jedna taková kanoe mohla pojmout i desítky lidí a velké množství jídla, které bylo nezbytné na takto dlouhou plavbu, která trvala přibližně měsíc. Kanoe byly dvoutrupové, tzn. jednalo se o dvě samostatné kanoe propojené prkny. Dvoutrupé kanoe byly zvoleny hlavně z důvodu stability, jelikož v Polynésii byly kanoe dlabány v kmenech stromů, přičemž i ty nejmohutnější stromy měly jen úzké kmeny, takže dlouhé a úzké kanoe nebyly na vodě příliš stabilní. Ihned po příchodu prvních Polynésanů začali mít tito první novozélandští obyvatelé zásadní vliv na okolní prostředí, rychle osídlili oba hlavní ostrovy a začali podnikat plavby kolem. Maorové byli patrně prvními lidmi, kteří objevili Antarktidu.
Podle některých maorských tradic byl prvním člověkem, který doplul na Nový Zéland, polynéský mořeplavec a válečník Kupe. Kupe měl na Nový Zéland doplout se svou ženou Kuramārōtini a tohungou Pekahourangi. Když Kuramārōtini spatřila novozélandskou pevninu skrytou v mlze, měla zakřičet He ao! He ao! He aotea! He aotearoa! – v překladu „Oblak! Oblak! Bílý oblak! Dlouhý bílý oblak!“. Tak vzniklo domorodé pojmenování Nového Zélandu Aotearoa, čili „Země dlouhého bílého oblaku“. Kupe a jeho společníci měli na Nový Zéland doplout ze země, která se v různých maorských i polynéských legendách označuje jako Hawaiki. Není zcela vyjasněno, kde tato země leží, může se jednat o Havaj či Tahiti.

### Rozkvět maorské civilizace
Zalidnění Nového Zélandu v průběhu 14. století zapříčinilo, že Maorové osidlovali ostrovy od pobřeží dále do vnitrozemí. Nárůst populace a rozšíření po celém území ostrova vyústilo ve vytváření jednotlivých sociálních uskupení – kmenů. Maorská populace se tak stala typickým kmenovým zřízením s dělbou práce, sociální hierarchií a svébytnou kulturou s uměním, náboženstvím a s tím souvisejícími rituály. Kmeny byly zprvopočátku mírumilovnými uskupeními věnujícími se lovu a zemědělství, později byl ale nedostatek půdy a potravy příčinou vzniku válečného zaměření Maorů. Boje mezi jednotlivými kmeny o území způsobovaly, že Maorové byli již od dětství cvičeni ve vojenské výchově. Neznali střelné zbraně, jejich zbraně byly ze dřeva, nanejvýše s kamennými hroty. Díky těmto "primitivním" zbraním jejich boje nekončily masakry. Ale s příchodem střelných zbraní se situace změnila. Již koncem osmnáctého století se jim dostaly do rukou první muškety. Kmen, který vlastnil tyto zbraně, si byl ihned vědom své síly a vydal se na nájezdy proti ostatním kmenům. S pomocí mušket výbojné kmeny zmasakrovaly celé vesnice a tím nevědomky uvolnily místo bílým osadníkům. Ale již v druhé třetině století devatenáctého nebylo s kým bojovat, naopak se zbylé kmeny pomalu semkly, aby spolu vystupovaly v jednáních s evropskými kolonisty.
Tedy již od období 14. století se formovala kultura Maorů, jak ji víceméně známe i v dnešní době. Navzdory četným válečným konfliktům se zde utužovaly tradice, umění a rituály, které měly ochránit bojovníky na jejich výpravách. Veškeré zvyky a tradice, které v průběhu staletí vznikaly, nazývají Maorové „tikanga“, což má původ odvozený od slova „tika“ znamenajícího pravda či pravdivost.

### Příchod Evropanů

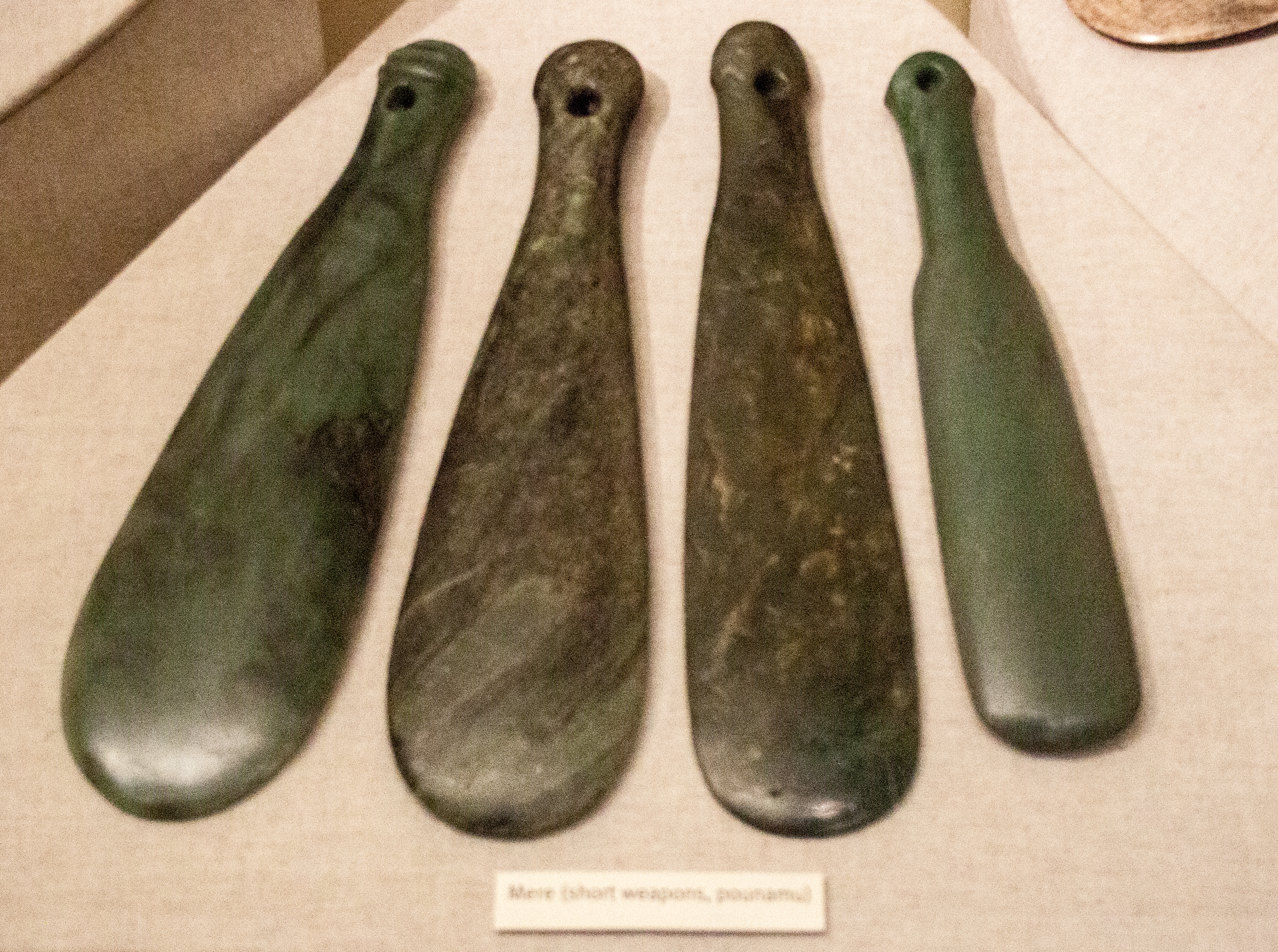
Mere

Pro Maory se mnohé změnilo poté, co nizozemský mořeplavec Abel Tasman objevil Nový Zéland roku 1642. Došlo ke krátkému bojovému střetu, kdy Tasman ztratil pár svých mužů a rozhodl se odplout. Přes století měli Maorové od Evropanů klid, než roku 1769 přistál na ostrově kapitán James Cook a Nový Zéland prohlásil za britskou kolonii, i nyní došlo ke střetu, ale James Cook se odmítal nové země vzdát a dokázal obratně využívat rozporů mezi jednotlivými maorskými kmeny. V dalších letech docházelo k postupné kolonizaci, kdy kolonizátory tvořili především rybáři velryb a lovci tuleňů, kteří začali rychle zakládat přístavy. Díky nim Maoři navázali užší vztahy s Evropany především kvůli vzájemně výhodnému obchodu, Maoři kupovali hlavně zbraně, kovové nástroje, alkohol, tabák či brambory, Evropané zas kupovali jejich zem a též useknuté potetované maorské hlavy, kterými byli fascinováni. Vzhledem k poptávce po potetovaných hlavách náčelníků se maorské kmeny začaly ještě více nenávidět. Ačkoli spolu kmeny válčily stále, k velkému zlomu došlo koncem osmnáctého století, kdy Maoři získali od Evropanů první palné zbraně, kvůli čemuž v následujících letech došlo k mnoha masakrům celých vesnic. Nejen muškety, ale též evropské nemoci zapříčinily velký pokles maorského obyvatelstva, čímž se uvolnilo místo pro další evropské kolonizátory.

## Maorská kultura

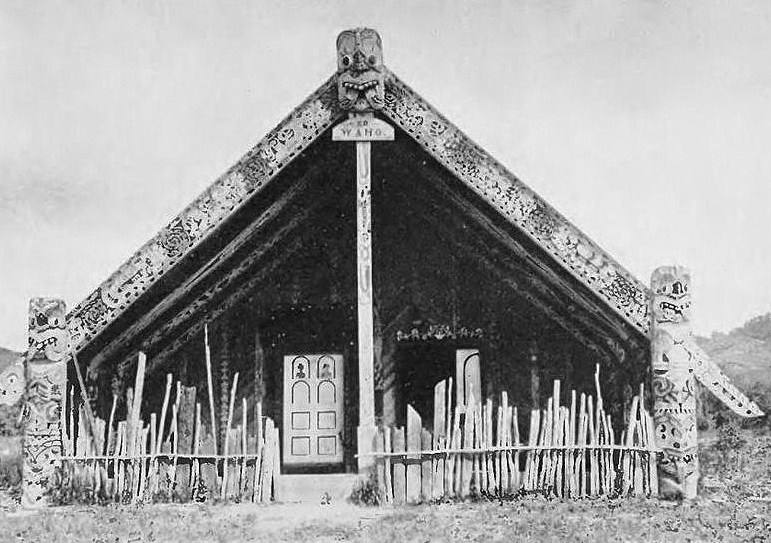
Maorský dům

Jak a kde žili Maoři, jak se oblékali? Ve většině případů si jednotlivé kmeny zakládaly polouzavřené vesnice, kolem nichž obdělávali zemědělskou půdu, občasně zakládali též dočasné osady sloužící k loveckým výpravám. Maorové byli lidem úzce spjatým s přírodou, proto jejich životní styl vycházel převážně z toho, co jim fauna a flora ostrova a moře poskytly. Jelikož si nevyráběli téměř žádný stavební materiál (cihly apod.), tvořily základ jejich obytných chýší kameny, větve a listy stromů či kosti velryb.
Centrem vesnice byla stavba zdobená bohatými řezbářskými prvky – marae. Přechod z tropické Polynésie do mírného podnebí novozélandských ostrovů zapříčinil i nutnost přizpůsobit styl oblékání mužů i žen. Skromné či téměř chybějící oblečení bylo doplněno plášti z hrubě tkaného lněného vlákna. Oblečení bylo detailně popsáno v roce 1769. Muži často chodili téměř nazí, okolo jejich pasů byl pás, ze kterého visel proužek, který jim zakrýval genitálie. Ženy naproti tomu, aby si pás ovazovaly páskem, nosily pás mnoha proužků vyrobených z listí velmi tvrdé trávy. Do nich byly vplétány čerstvé lístky některých velmi sladce vonných květin. Obě pohlaví nosila drsné lněné šaty, pláštěnkového typu. Toto mohlo být nošeno okolo ramen či okolo pasu a kompletní oděv se skládal z obojího. Důležití muži nosili honosnější oděvy zdobené psí kůží, tanikové okraje, vzácně zdobené i peřím či dekorativními černými třásněmi. Maorové se postupem času zdokonalili zejména ve zpracování lnu, jeho tkaní a také v činění kůží a smotávací technice tenkých kožených provázků.

### Náboženství
Maorové věřili v existenci bohů a polobohů, kteří nejen stvořili svět, ale jsou stále přítomni v okolní přírodě. Díky tomuto pojetí víry si Maorové vytvořili specifický vztah ke své domovské krajině, se kterou se duchovně sžili. Proto pokud byli Maoři donuceni pokácet strom, museli své bohy požádat o svolení a následně držet několikadenní smutek. Soužití s přírodou se v maorské společnosti dodnes neztratilo a stromy jsou stále považovány za posvátné. Příroda obsahuje životní princip, jenž musí být opatrován. Narušení přírodní energie působí na jednotlivce jako na celý ekosystém, z toho vyplývá odpovědný přístup Maorů k přírodním zdrojům.
Hlavní soubor maorské mytologie se dal zjednodušeně rozdělit na tři velké komplexy. První obsahoval báje o stvoření světa – vesmíru, nebe a země, bohů, lidí a všech živých a neživých organismů. Druhý komplex zahrnoval cykly o polobozích, kteří byli odvozeni právě z legend o stvoření světa. Třetí soubor se týkal přírodního světa a astronomie, který měl přispět hlavně k poznání přírody, ve které Maorové žili. Významné místo v maorské kultuře má v rámci mytologie především legenda o stvoření světa a o válce bohů. Hlavní roli ve stvoření světa hraje Otec nebes Rangi a Matka země Papatuanuka, ti byly v tak těsněném spojení, že všude okolo byla tma, dokud se jejich synové nerozhodli je oddělit, aby oni sami měli více místa. Tu-mata-uena – bůh lidí a války chtěl oba rodiče zabít, ale to mu ostatní bratři nedovolili a rozdělili rodiče na Zemi a Nebesa.

### Haka
Tanec haka je v povědomí široké veřejnosti především díky rugbyovému novozélandskému týmu „All blacks“, který předvádí haku před každým svým zápasem. Haka je ovšem mnohem více a je to jen pokračování maorské tradice.

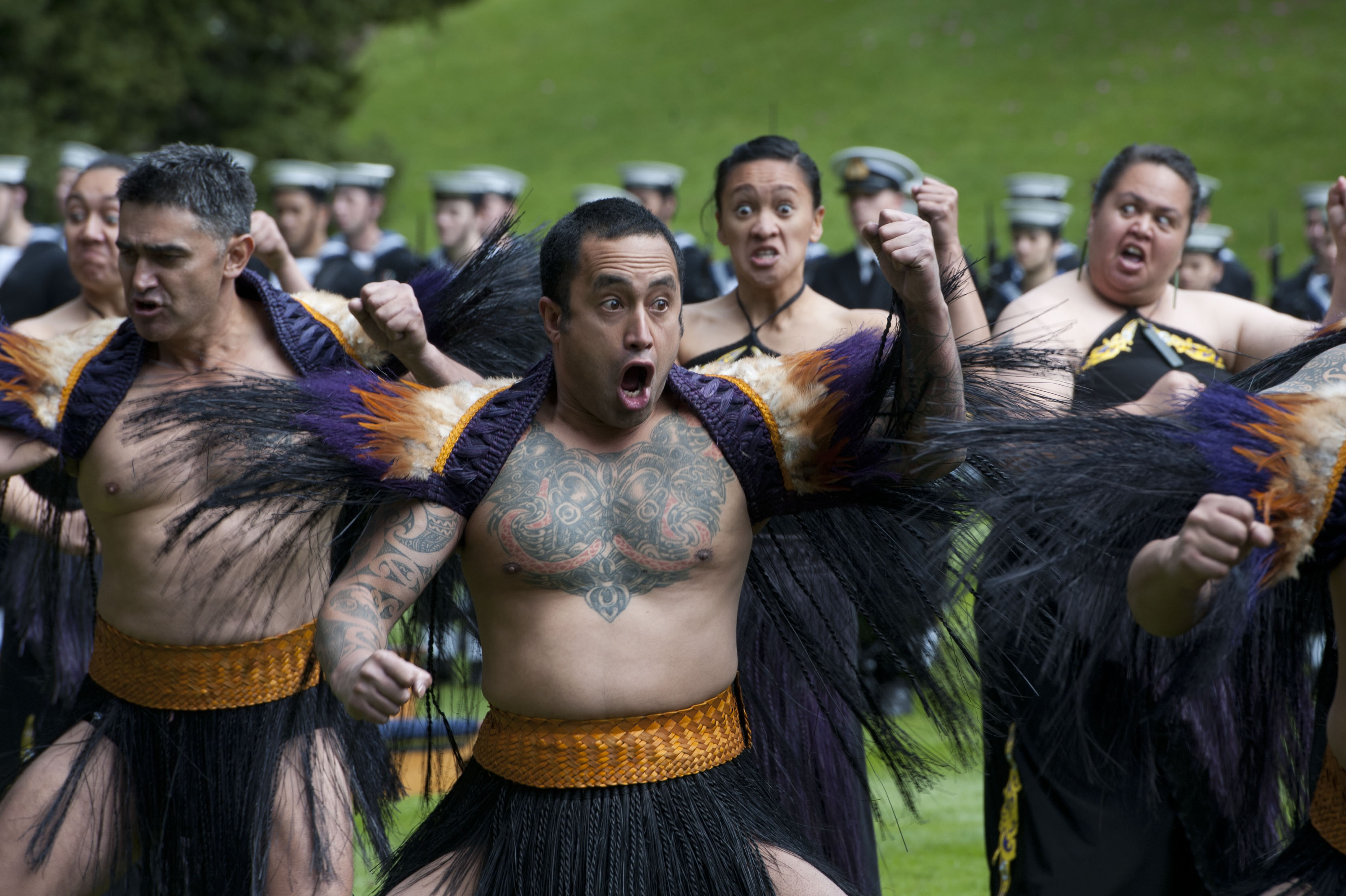
Tanec Haka

Haka je původně válečný tanec Maorů, kteří jej nazývají jako „haka pukana“. Nejedná se však pouze o jeden jediný tanec, jak by si často laická veřejnost myslí, ale je to obecný termín pro mnoho dalších různých tanců, které probíhají za dalšího zpívání s dějem. Haku lze rozdělit na tři druhy, které mají pod sebou ještě další tance. První je tanec beze zbraní zvaný „haka taparahi“, další je tanec se zbraněmi „peruperu“ a nakonec tanec s bojovým uměním. Všechny mužské haky mají však jedno společné. Všechny mají za cíl ukázat fyzickou zdatnost a obratnost válečníků. Mnozí Maoři se haku učili celý život a specializovali se na její provedení, tito válečníci pak byli i velmi uznávaní celým svým kmenem. Haka nebyla žádná jednoduchá činnost, k jejímu zvládnutí je potřeba dlouhý výcvik. V tomto ohledu je znám výrok mistra tance haka, Heneryho Teowaie, který na svém smrtelném loži prozradil, v čem tkví umění haky. Řekl: „Kia korero te katoa o te tinana“, v překladu: „Celé tělo musí mluvit“.
Maorové byli kanibalové a tyto praktiky dávali přeneseně najevo i u haka. Válečníci provádějící haku do ní zakomponovali i posunky, kterými naznačovali, co poraženého protivníka nejspíše čeká. Mezi tyto posunky patřilo například ukazované vytržení srdce z těla. K hace neodmyslitelně patří i další hrozivé posunky jako vyplazování jazyka, koulení očí, dupot nohou a všelijaké výkřiky. To vše mělo za cíl protivníka zastrašit a naopak svým dalším válečníkům zvednout bojového ducha.
Ovšem tanec haka není jen doménou mužů. Existuje ženská verze zvaná „Poi“, která je protikladem k mužské hace. Je totiž jemná a klidná a ženy v ní krouží a víří malým míčkem, který byl lněný, byť dnes se již vyrábí z moderních materiálů. Mluvíme o tanci „Poi“ s jemným, ale rázným refrénem.

### Haputanga
Haputanga je jedna z nejznámějších maorských tradic, snad pro svoji naprostou ojedinělost. Tato tradice tvrdí, že nejlepší porodní bábou ženy je právě její muž, který musí ovládat Oriori – tradiční umění zvuku. Muž své umění zvuku využívá k přímé komunikaci s potomkem, které mu díky praxi a vytvoření podmíněného reflexu sdělí, co potřebuje. Podle Maorů se nejedná o telepatii a je dle nich přesnější metodou než moderní ultrazvukové zařízení. Oriori je považováno za přesnější a spolehlivější metodu pro kontrolu stavu dítěte, než moderní ultrazvuková skenovací zařízení. V Hapatunze se však nejedná pouze o umění zvuku, ale též o těhotenské masáže, díky kterým donutí dítě k zaujetí ideální pozice pro porod. Celá hapatunga však v dnešní době skoro zanikla.

### Maorský pohřeb
Maoři chápou smrt jako něco přirozeného, jako něco k čemu její život směřuje a jsou smíření s pomíjivostí života. Maorští muži si přáli padnout statečně v zápalu boje a být uctíváni jako válečníci, pokud jim však taková smrt nebyla dopřána a válečník zemřel následkem zranění či nemoci, bylo to považováno za boží trest. Bylo to přisuzováno tomu, že nebožtík se musel nějak provinit proti tradicím nebo náboženským pravidlům. Pohřeb a s ním spjaté rituály se dodnes provádějí v největší vážnosti a úctě a tím pádem má vždy přednost před ostatními rituály na marae. Pohřební rituály jsou pak zdlouhavým procesem zavázány mnoha přesnými předpisy a pravidly, díky kterým mohl nebožtík opustit pozemský svět a dostat se do světa posvátného. Rituál vyvrcholil spálením nebožtíkova těla, v případě vysoce postavených Maorů byl společně s nimi spálen i speciální dům. Dnes se však tento způsob nahradil vodou, stalo se zvykem, že po odchodu z marae si všichni opláchnou obličej a marae se symbolicky pokropí. Tento zvyk má představovat očištění. Na pohřbu byly též zvykem hlasité projevy smutku – pláč, nářek. Každý další rok je proveden smuteční rituál, který nejen připomíná osobnost nebožtíka, ale též je událostí, kdy se mají opět setkat všichni pozůstalí.

### Tetování (moko)
První zmínka o Maorech pochází z deníku slavného objevitele Abela Tasmana. V jeho deníku nejsou žádné zmínky o tetování, přestože vzhled domorodců zdokumentoval velmi podrobně. Je tedy možné, že v Tasmanově době tetování ještě neexistovalo. Přesný původ moka (tetování) není znám. O sto let později připlul na Nový Zéland mořeplavec James Cook. Jeho nálezy, poklady a kresby se staly ve Velké Británii okamžitě hlavním tématem. V té době se moko používalo nejčastěji. Legendy praví, že první osadníci Nového Zélandu si vždy před bitvou nakreslili na tvář značky z dřevěného uhlí, což je považováno za předchůdce tetování.

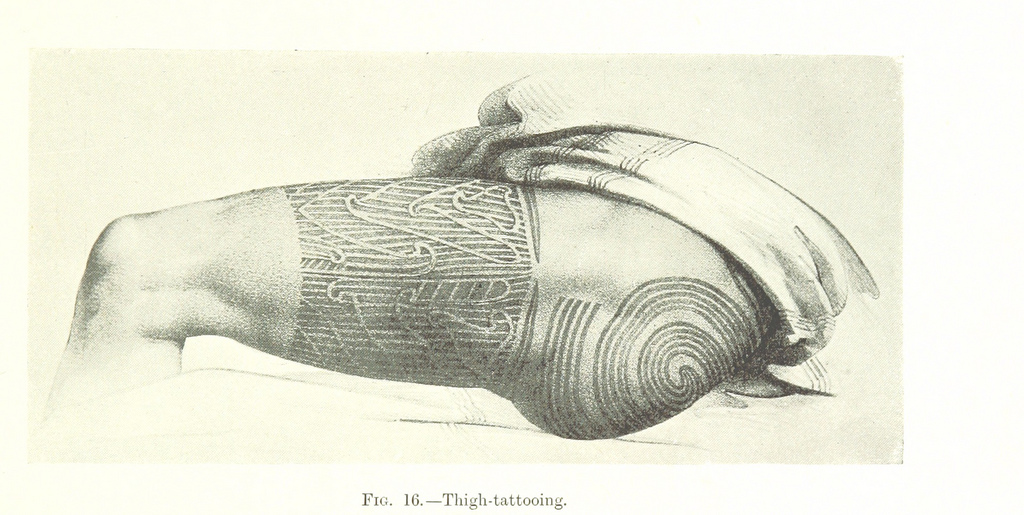
Moko stehna

Český malíř, který se zajímal o maorské tetování, se jmenoval Gottfried Lindauer. Lindauer se narodil roku 1839 a pocházel z Plzně. Zemřel roku 1926. Čechy opustil v roce 1874 a vylodil se na Novém Zélandu. Do své smrti stihl nakreslit přes stovku portrétů příslušníků různých maorských kmenů. Roku 1874, kdy se Gottfried neboli Bohumír dostal na Nový Zéland, probíhalo zrovna sčítání lidu, které ukazovalo počet kolem 330 000 obyvatel. V dnešní době jsou Bohumírovy obrazy považovány za poklady. Před několika lety[kdy?] je v Plzni bylo možné vidět. Do Plzně přijeli i potomci maorských předků, které Bohumír namaloval.

#### Mužské moko

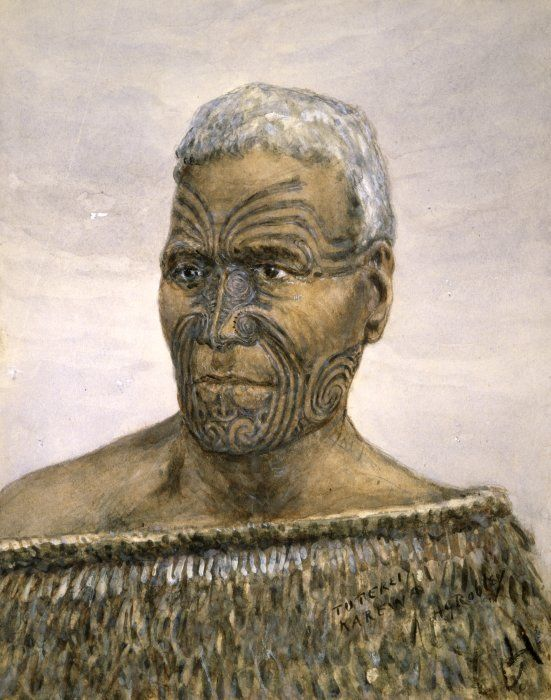
Moko muže

Je mnoho teorií, které poukazují na důvody praktikování moka. Moko mělo za účel vypadat démonicky a nahánět nepřátelům strach v bitvách. Byla to také snaha o odlišení a v neposlední řadě byla tetovaná osoba považovaná za přitažlivější pro druhé pohlaví. Nejvíce tetování měli náčelníci a dále pak válečníci. Otroci byli vyčleněni z možnosti nosit moko, což mělo poukázat na jejich méněcennost. Pokud měl otrok na tváři tetování, splňovalo ohavný účel: výhodně prodat uříznutou hlavu. Tetování také sloužilo jako identifikace, protože každý klan měl tetování na tvářích poněkud jiné, byť na hýždích bylo stále stejné. Moko bylo považováno za něco posvátného a i proto byly nepřátelům často usekávány hlavy, aby tím vítěz dokázal svou sílu. Tento způsob se poněkud změnil příchodem kolonizátorů, kdy se potetované maorské hlavy sekaly za jediným účelem, a to prodat exotickou potetovanou hlavu Evropanům.

#### Ženské moko
Plné rty s modrou barvou byly pokládány za největší aspekt ženské krásy, kdežto na červené rty se nahlíželo jako na ubohost, dokonce až ohyzdnost. Moko na ženách tvořily kolem úst horizontální linky, podobně jako u mužů. Ženy měly na bradách vypracované obrazce, podobající se obrácené koruně, jejich ústa byla potetovaná dokonce i na vnitřní straně, na které měly modrou barvu. Tváře zdobily znaky na lících, stejně jako na čele a po obou stranách nosu. Zvyk tetování se u žen omezoval pouze na malé množství, nebyly však žádné zákazy tetování na ostatních partií těla, jakými byly stehna, hruď a další místa, byť něco takového bylo u žen velmi neobvyklé.

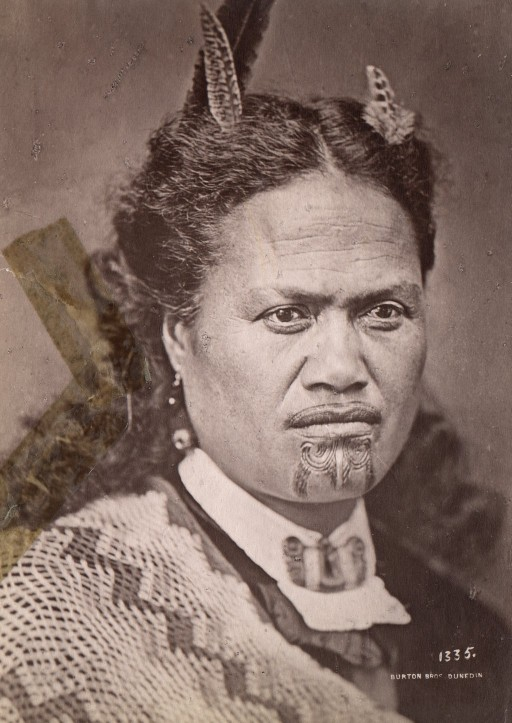
Moko ženy

Co se týče dětí a tetování, existují různá tvrzení, ale žádná nejsou doložena. Možná se děti tetovaly kolem osmého roku, možná na začátku puberty nebo až v dospělosti.
Ještě jiným způsobem se zdobily ženy – plačky, které byly vždy na pohřbech náčelníků. Tyto ženy se měly řezat ostrými předměty, například hranami mušlí, do tváří, krků a paží do té doby, dokud z nich netekla krev.

#### Proces tvorby moka
Tvorba moka byla dlouhá a velmi bolestivá operace. Nástroj, kterým se dělal zářez do kůže, se jmenoval Uhi. Připomínal malé, ostré dlátko, na které placený specialista tohunga-ta-moko klepal paličkou a dělal zářez do hloubky až tří milimetrů. Nástroje byly vyrobeny z kostí mořských ptáků, žraločích zubů, kamenů nebo tvrdého dřeva. Do zářezů se poté přidalo černomodré barvivo. U tváře se nejdřív tetovala pouze polovina a než se začalo s tetováním druhé strany, muselo se počkat, až se rány zahojí. Barvivo, kterým se rýhy barvily, domorodci označovali jako Narahu nebo Kapara. Barvivo se skládalo z rozdrcené mízy borovice Kauri, Kahikatey nebo z rozrazilu Koromico. O těchto břízách se tvrdilo, že se z nich dá získat nejlepší odstín pro moko. Do směsi se dále mohla přidat housenka se spálenou rostlinou.

#### Úpadek moka
Za úpadek moka mohli misionáři, kteří postupně zakazovali tetování v okolí misií. Kdo se chtěl usadit, musel se moka zříci. V očích misionářů bylo moko symbolem pohanství. V dnešní době se již moko nepraktikuje a žijící svědkové patří k té nejstarší generaci. Tradiční tetování zmizelo postupně, bylo do jisté míry nahrazeno novými způsoby tetování, ale s nynějším opětovným rozmachem maorské kultury se zase volá po klasickém moko.

## Maorské symboly

Maorská vlajka
Poměr stran: 5:9

Maorská vlajka, v maorštině označovaná i jako „Tino rangatiratanga“ (česky Maorská nezávislost), je symbolem národa Maorů. Vlajka se vyvěšuje společně s novozélandskou vlajkou především o státním svátku Waitangi Day.